# 1915 코파 델 레이 결승전
1915 코파 델 레이 결승전(스페인어: La Final de la Copa del Rey de 1915)은 스페인의 컵대회인 코파 델 레이의 13번째 결승전이다. 이 경기는 1915년 5월 2일, 이룬의 아무테에서 진행되었다. 이 경기의 승자는 아틀레틱 빌바오로 에스파뇰을 5–0으로 이겼다.

## 경기 상세 정보
| 아틀레틱 빌바오                                               | 5–0 | 에스파뇰 |
| ------------------------------------------------------------- | --- | -------- |
| 피치치 4′ (페널티) 43′, 60′ · 수비사레타 69′ · 에체바리아 70′ |     |          |

| 아틀레틱 · 빌바오 | 에스파뇰 |

| 아틀레틱 빌바오: |        |                        |
|                  |        |                        |
| GK               | 스페인 | 세실리오 이바레체      |
| DF               | 스페인 | 루이스 마리아 솔라운   |
| DF               | 스페인 | 루이스 우르타도        |
| MF               | 스페인 | 호세 카비에세스        |
| MF               | 스페인 | 호세 마리아 벨라우스테 |
| MF               | 스페인 | 호세 메스트라이투아    |
| FW               | 스페인 | 헤르만 에체바리아      |
| FW               | 스페인 | 피치치                 |
| FW               | 스페인 | 펠릭스 수비사레타      |
| FW               | 스페인 | 루이스 이세타 (주장)   |
| FW               | 스페인 | 라몬 벨라우스테        |
| 감독:            |        |                        |
| 빌리 반스        |        |                        |

| 에스파뇰:              |        |                        |
|                        |        |                        |
| GK                     | 스페인 | 페드로 기스베르트      |
| DF                     | 스페인 | 프란시스코 브루        |
| DF                     | 스페인 | 산티아고 마사나 (주장) |
| MF                     | 스페인 | 레멜                   |
| MF                     | 스페인 | 펠릭스 데 포메스       |
| MF                     | 스페인 | 후아니토               |
| FW                     | 스페인 | 하네르                 |
| FW                     | 스페인 | 프란시스코 아르메트    |
| FW                     | 스페인 | 로페스                 |
| FW                     | 스페인 | 우사비아가             |
| FW                     | 스페인 | 에밀리오 삼페레        |
| 감독:                  |        |                        |
| 호세 가르시아 아르도이 |        |                        |

| 코파 델 레이 1915 우승     |
| -------------------------- |
| 아틀레틱 빌바오 6번째 우승 |